# Cúp bóng đá Nam Mỹ 2019 (Bảng B)
Bảng B của Cúp bóng đá Nam Mỹ 2019 sẽ diễn ra từ ngày 15 đến ngày 23 tháng 6 năm 2019. Bảng này bao gồm Argentina, Colombia, Paraguay, và khách mời Qatar.

## Các đội tuyển
| Vị trí bốc thăm | Đội tuyển         | Nhóm | Tham dự | Thành tích tốt nhất lần trước                                                                    | Bảng xếp hạng FIFA | Bảng xếp hạng FIFA |
| Vị trí bốc thăm | Đội tuyển         | Nhóm | Tham dự | Thành tích tốt nhất lần trước                                                                    | Tháng 12-2018      | Tháng 6-2019       |
| --------------- | ----------------- | ---- | ------- | ------------------------------------------------------------------------------------------------ | ------------------ | ------------------ |
| B1              | Argentina         | 1    | 42 lần  | Vô địch (1921, 1925, 1927, 1929, 1937, 1941, 1945, 1946, 1947, 1955, 1957, 1959 (A), 1991, 1993) | 11                 | 11                 |
| B2              | Colombia          | 2    | 22 lần  | Vô địch (2001)                                                                                   | 12                 | 13                 |
| B3              | Paraguay          | 3    | 37 lần  | Vô địch (1953, 1979)                                                                             | 32                 | 36                 |
| B4              | Qatar (khách mời) | 4    | 1 lần   | Lần đầu                                                                                          | 93                 | 55                 |

Ghi chú
1. ↑  Bảng xếp hạng của tháng 12 năm 2018 đã được sử dụng để hạt giống cho bốc thăm chung kết.

## Bảng xếp hạng
| VT | Đội       | ST | T | H | B | BT | BB | HS | Đ | Giành quyền tham dự                     |
| -- | --------- | -- | - | - | - | -- | -- | -- | - | --------------------------------------- |
| 1  | Colombia  | 3  | 3 | 0 | 0 | 4  | 0  | +4 | 9 | Giành quyền vào vòng đấu loại trực tiếp |
| 2  | Argentina | 3  | 1 | 1 | 1 | 3  | 3  | 0  | 4 | Giành quyền vào vòng đấu loại trực tiếp |
| 3  | Paraguay  | 3  | 0 | 2 | 1 | 3  | 4  | −1 | 2 | Giành quyền vào vòng đấu loại trực tiếp |
| 4  | Qatar     | 3  | 0 | 1 | 2 | 2  | 5  | −3 | 1 |                                         |

Trong tứ kết:
- Đội nhất bảng B sẽ giành quyền thi đấu với đội nhì bảng C.
- Đội nhì bảng B sẽ giành quyền thi đấu với đội nhì bảng A.
- Đội xếp thứ ba bảng B có thể giành quyền với tư cách là 1 trong 2 đội xếp thứ ba tốt nhất để thi đấu với đội nhất bảng A hoặc bảng C.

## Các trận đấu

### Argentina v Colombia
| Argentina | 0–2      | Colombia                       |
| --------- | -------- | ------------------------------ |
|           | Chi tiết | - Martínez 71' - D. Zapata 86' |

| Argentina | Colombia |

| GK                  | 1  | Franco Armani      |     |     |
| RB                  | 4  | Renzo Saravia      | 52' |     |
| CB                  | 6  | Germán Pezzella    |     |     |
| CB                  | 17 | Nicolás Otamendi   |     |     |
| LB                  | 3  | Nicolás Tagliafico |     |     |
| CM                  | 20 | Giovani Lo Celso   |     |     |
| CM                  | 18 | Guido Rodríguez    | 42' | 67' |
| CM                  | 5  | Leandro Paredes    | 55' |     |
| RW                  | 10 | Lionel Messi (c)   |     |     |
| CF                  | 9  | Sergio Agüero      |     | 79' |
| LW                  | 11 | Ángel Di María     |     | 46' |
| Vào sân thay người: |    |                    |     |     |
| MF                  | 16 | Rodrigo De Paul    |     | 46' |
| MF                  | 15 | Guido Pizarro      |     | 67' |
| FW                  | 19 | Matías Suárez      |     | 79' |
| Huấn luyện viên:    |    |                    |     |     |
| Lionel Scaloni      |    |                    |     |     |

| GK                  | 1  | David Ospina       |       |     |
| RB                  | 3  | Stefan Medina      |       |     |
| CB                  | 13 | Yerry Mina         |       |     |
| CB                  | 23 | Davinson Sánchez   |       |     |
| LB                  | 6  | William Tesillo    |       |     |
| CM                  | 11 | Juan Cuadrado      | 60'   | 64' |
| CM                  | 5  | Wílmar Barrios     |       |     |
| CM                  | 15 | Mateus Uribe       |       |     |
| RW                  | 10 | James Rodríguez    |       |     |
| CF                  | 9  | Radamel Falcao (c) | 19'   | 81' |
| LW                  | 19 | Luis Muriel        |       | 14' |
| Vào sân thay người: |    |                    |       |     |
| FW                  | 20 | Roger Martínez     |       | 14' |
| MF                  | 16 | Jefferson Lerma    | 90+4' | 64' |
| FW                  | 7  | Duván Zapata       | 87'   | 81' |
| Huấn luyện viên:    |    |                    |       |     |
| Carlos Queiroz      |    |                    |       |     |

| Cầu thủ xuất sắc nhất trận: Roger Martínez (Colombia) Trợ lý trọng tài: Christian Schiemann (Chile) Claudio Ríos (Chile) Trọng tài thứ tư: Alexis Herrera (Venezuela) Trợ lý trọng tài video: Julio Bascuñán (Chile) Bổ sung trợ lý trọng tài video: Piero Maza (Chile) Nicolás Tarán (Uruguay) |

### Paraguay v Qatar
| Paraguay                            | 2–2      | Qatar                           |
| ----------------------------------- | -------- | ------------------------------- |
| - Cardozo 4' (ph.đ.) - González 56' | Chi tiết | - Ali 68' - R. Rojas 77' (l.n.) |

| Paraguay | Qatar |

| GK                  | 12 | Gatito Fernández    |     |     |
| RB                  | 5  | Bruno Valdez        |     |     |
| CB                  | 13 | Júnior Alonso (c)   |     |     |
| CB                  | 4  | Fabián Balbuena     | 80' |     |
| LB                  | 18 | Santiago Arzamendia |     |     |
| RM                  | 17 | Hernán Pérez        | 40' | 46' |
| CM                  | 8  | Rodrigo Rojas       |     | 79' |
| CM                  | 16 | Celso Ortiz         |     |     |
| LM                  | 23 | Miguel Almirón      |     |     |
| CF                  | 7  | Óscar Cardozo       |     |     |
| CF                  | 19 | Cecilio Domínguez   |     | 83' |
| Vào sân thay người: |    |                     |     |     |
| FW                  | 10 | Derlis González     |     | 46' |
| MF                  | 6  | Richard Sánchez     |     | 79' |
| FW                  | 11 | Juan Iturbe         |     | 83' |
| Huấn luyện viên:    |    |                     |     |     |
| Eduardo Berizzo     |    |                     |     |     |

| GK                  | 1  | Saad Al Sheeb        |     |     |
| RB                  | 15 | Bassam Al-Rawi       |     |     |
| CB                  | 2  | Ró-Ró                |     |     |
| CB                  | 3  | Abdelkarim Hassan    | 61' |     |
| LB                  | 16 | Boualem Khoukhi      | 71' |     |
| CM                  | 5  | Tarek Salman         | 26' |     |
| CM                  | 6  | Abdulaziz Hatem      |     | 88' |
| CM                  | 10 | Hassan Al-Haydos (c) |     |     |
| RW                  | 23 | Assim Madibo         | 11' |     |
| CF                  | 19 | Almoez Ali           |     |     |
| LW                  | 11 | Akram Afif           |     |     |
| Vào sân thay người: |    |                      |     |     |
| MF                  | 12 | Karim Boudiaf        |     | 88' |
| Huấn luyện viên:    |    |                      |     |     |
| Félix Sánchez       |    |                      |     |     |

| Cầu thủ xuất sắc nhất trận: Gatito Fernández (Paraguay) Trợ lý trọng tài: Jonny Bossio (Peru) Víctor Ráez (Peru) Trọng tài thứ tư: Esteban Ostojich (Uruguay) Trợ lý trọng tài video: Raphael Claus (Brasil) Bổ sung trợ lý trọng tài video: Víctor Carrillo (Peru) Byron Romero (Ecuador) |

### Colombia v Qatar
| Colombia        | 1–0      | Qatar |
| --------------- | -------- | ----- |
| - D. Zapata 86' | Chi tiết |       |

| Colombia | Qatar |

| GK                  | 1  | David Ospina     |     |     |
| RB                  | 3  | Stefan Medina    |     | 46' |
| CB                  | 13 | Yerry Mina       |     |     |
| CB                  | 23 | Davinson Sánchez |     |     |
| LB                  | 6  | William Tesillo  |     |     |
| CM                  | 11 | Juan Cuadrado    |     | 64' |
| CM                  | 5  | Wílmar Barrios   |     |     |
| CM                  | 15 | Mateus Uribe     | 73' |     |
| RW                  | 10 | James Rodríguez  |     |     |
| CF                  | 7  | Duván Zapata     |     |     |
| LW                  | 20 | Roger Martínez   |     | 75' |
| Vào sân thay người: |    |                  |     |     |
| DF                  | 4  | Santiago Arias   |     | 46' |
| FW                  | 9  | Radamel Falcao   |     | 64' |
| FW                  | 14 | Luis Díaz        |     | 75' |
| Huấn luyện viên:    |    |                  |     |     |
| Carlos Queiroz      |    |                  |     |     |

| GK                  | 1  | Saad Al Sheeb     |     |     |
| RB                  | 2  | Ró-Ró             | 73' |     |
| CB                  | 15 | Bassam Al-Rawi    |     |     |
| CB                  | 5  | Tarek Salman      |     |     |
| LB                  | 3  | Abdelkarim Hassan | 57' |     |
| RM                  | 10 | Hassan Al-Haydos  |     | 84' |
| CM                  | 23 | Assim Madibo      | 44' |     |
| CM                  | 16 | Boualem Khoukhi   |     |     |
| LM                  | 11 | Akram Afif        | 83' |     |
| AM                  | 6  | Abdulaziz Hatem   |     | 66' |
| CF                  | 19 | Almoez Ali        |     |     |
| Vào sân thay người: |    |                   |     |     |
| MF                  | 12 | Karim Boudiaf     |     | 66' |
| MF                  | 17 | Ahmed Moein       |     | 84' |
| Huấn luyện viên:    |    |                   |     |     |
| Félix Sánchez       |    |                   |     |     |

| Trợ lý trọng tài: Luis Murillo (Venezuela) Nicolás Taran (Uruguay) Trọng tài thứ tư: Víctor Carrillo (Peru) Trợ lý trọng tài video: Jesús Valenzuela (Venezuela) Bổ sung trợ lý trọng tài video: Anderson Daronco (Brasil) Richard Trinidad (Uruguay) |

### Argentina v Paraguay
| Argentina           | 1–1      | Paraguay      |
| ------------------- | -------- | ------------- |
| - Messi 57' (ph.đ.) | Chi tiết | - Sánchez 37' |

| Argentina | Paraguay |

| GK                  | 1  | Franco Armani      | 45' |     |
| RB                  | 14 | Milton Casco       |     |     |
| CB                  | 6  | Germán Pezzella    |     |     |
| CB                  | 17 | Nicolás Otamendi   | 83' |     |
| LB                  | 3  | Nicolás Tagliafico | 80' |     |
| RM                  | 7  | Roberto Pereyra    |     | 46' |
| CM                  | 20 | Giovani Lo Celso   |     |     |
| CM                  | 5  | Leandro Paredes    |     |     |
| LM                  | 16 | Rodrigo De Paul    |     | 87' |
| CF                  | 10 | Lionel Messi       |     |     |
| CF                  | 22 | Lautaro Martínez   |     | 67' |
| Vào sân thay người: |    |                    |     |     |
| FW                  | 9  | Sergio Agüero      |     | 46' |
| MF                  | 11 | Ángel Di María     |     | 67' |
| FW                  | 19 | Matías Suárez      |     | 87' |
| Huấn luyện viên:    |    |                    |     |     |
| Lionel Scaloni      |    |                    |     |     |

| GK                  | 12 | Gatito Fernández    |     |     |
| RB                  | 2  | Iván Piris          | 55' |     |
| CB                  | 15 | Gustavo Gómez       | 32' |     |
| CB                  | 13 | Júnior Alonso       |     |     |
| LB                  | 18 | Santiago Arzamendia |     |     |
| RM                  | 10 | Derlis González     | 90' |     |
| CM                  | 6  | Richard Sánchez     |     |     |
| CM                  | 8  | Rodrigo Rojas       | 43' |     |
| LM                  | 20 | Matías Rojas        |     |     |
| AM                  | 23 | Miguel Almirón      |     | 87' |
| CF                  | 9  | Federico Santander  |     | 72' |
| Vào sân thay người: |    |                     |     |     |
| FW                  | 21 | Óscar Romero        |     | 72' |
| MF                  | 16 | Celso Ortiz         |     | 87' |
| DF                  | 3  | Juan Escobar        |     | 90' |
| Huấn luyện viên:    |    |                     |     |     |
| Eduardo Berizzo     |    |                     |     |     |

| Cầu thủ xuất sắc nhất trận: Gatito Fernández (Paraguay) Trợ lý trọng tài: Marcelo van Gasse (Brasil) Rodrigo Correa (Brasil) Trọng tài thứ tư: Carlos Orbe (Ecuador) Trợ lý trọng tài video: Leodán González (Uruguay) Bổ sung trợ lý trọng tài video: Raphael Claus (Brasil) Kléber Lúcio Gil (Brasil) |

### Qatar v Argentina
| Qatar | 0–2      | Argentina                  |
| ----- | -------- | -------------------------- |
|       | Chi tiết | - Martínez 4' - Agüero 82' |

| Qatar | Argentina |

| GK                  | 1  | Saad Al Sheeb        |     |     |
| CB                  | 15 | Bassam Al-Rawi       |     |     |
| CB                  | 16 | Boualem Khoukhi      |     |     |
| CB                  | 5  | Tarek Salman         |     |     |
| WB                  | 2  | Ró-Ró                |     | 84' |
| CM                  | 10 | Hassan Al-Haydos (c) |     |     |
| CM                  | 14 | Salem Al-Hajri       |     | 76' |
| CM                  | 6  | Abdulaziz Hatem      |     |     |
| WB                  | 12 | Karim Boudiaf        | 74' |     |
| AM                  | 11 | Akram Afif           |     |     |
| CF                  | 19 | Almoez Ali           | 50' |     |
| Vào sân thay người: |    |                      |     |     |
| MF                  | 9  | Abdullah Al-Ahrak    | 88' | 76' |
| DF                  | 8  | Hamid Ismail         |     | 84' |
| Huấn luyện viên:    |    |                      |     |     |
| Félix Sánchez Bas   |    |                      |     |     |

| GK                  | 1  | Franco Armani      |     |     |
| RB                  | 4  | Renzo Saravia      |     |     |
| CB                  | 2  | Juan Foyth         | 44' | 84' |
| CB                  | 17 | Nicolás Otamendi   |     |     |
| LB                  | 3  | Nicolás Tagliafico |     |     |
| CM                  | 16 | Rodrigo De Paul    |     |     |
| CM                  | 5  | Leandro Paredes    |     |     |
| CM                  | 20 | Giovani Lo Celso   | 41' | 54' |
| RW                  | 10 | Lionel Messi (c)   |     |     |
| CF                  | 22 | Lautaro Martínez   |     | 75' |
| LW                  | 9  | Sergio Agüero      |     |     |
| Vào sân thay người: |    |                    |     |     |
| MF                  | 8  | Marcos Acuña       |     | 54' |
| FW                  | 21 | Paulo Dybala       |     | 75' |
| DF                  | 6  | Germán Pezzella    |     | 84' |
| Huấn luyện viên:    |    |                    |     |     |
| Lionel Scaloni      |    |                    |     |     |

| Cầu thủ xuất sắc nhất trận: Lionel Messi (Argentina) Trợ lý trọng tài: Christian Schiemann (Chile) Claudio Ríos (Chile) Trọng tài thứ tư: Roddy Zambrano (Ecuador) Trợ lý trọng tài video: Roberto Tobar (Chile) Bổ sung trợ lý trọng tài video: Gery Vargas (Bolivia) Christian Lescano (Ecuador) |

### Colombia v Paraguay
| Colombia      | 1–0      | Paraguay |
| ------------- | -------- | -------- |
| - Cuéllar 31' | Chi tiết |          |

| Colombia | Paraguay |

| GK                  | 22 | Álvaro Montero     |     |     |
| RB                  | 4  | Santiago Arias     |     |     |
| CB                  | 2  | Cristián Zapata    |     |     |
| CB                  | 21 | Jhon Lucumí        | 41' |     |
| LB                  | 17 | Cristan Borja      | 29' |     |
| CM                  | 18 | Gustavo Cuéllar    |     |     |
| CM                  | 16 | Jefferson Lerma    |     |     |
| RW                  | 11 | Juan Cuadrado      |     | 57' |
| AM                  | 8  | Edwin Cardona      |     | 84' |
| LW                  | 14 | Luis Díaz          |     |     |
| CF                  | 9  | Radamel Falcao (c) |     | 65' |
| Vào sân thay người: |    |                    |     |     |
| MF                  | 10 | James Rodríguez    |     | 57' |
| FW                  | 7  | Duván Zapata       |     | 65' |
| MF                  | 5  | Wílmar Barrios     |     | 84' |
| Huấn luyện viên:    |    |                    |     |     |
| Carlos Queiroz      |    |                    |     |     |

| GK                  | 12 | Junior Fernández    |     |     |
| RB                  | 2  | Iván Piris          |     |     |
| CB                  | 15 | Gustavo Gómez       |     |     |
| CB                  | 13 | Júnior Alonso       |     |     |
| LB                  | 18 | Santiago Arzamendia | 48' |     |
| CM                  | 8  | Juan Rodrigo Rojas  |     | 62' |
| CM                  | 6  | Richard Sánchez     |     |     |
| RW                  | 10 | Derlis González     |     | 81' |
| AM                  | 23 | Miguel Almirón      |     |     |
| LW                  | 20 | Matías Rojas        |     | 46' |
| CF                  | 7  | Óscar Cardozo (c)   |     |     |
| Vào sân thay người: |    |                     |     |     |
| FW                  | 19 | Cecilio Domínguez   |     | 46' |
| FW                  | 11 | Juan Iturbe         |     | 62' |
| FW                  | 21 | Óscar Romero        |     | 81' |
| Huấn luyện viên:    |    |                     |     |     |
| Eduardo Berizzo     |    |                     |     |     |

| Cầu thủ xuất sắc nhất trận: Gatito Fernández (Paraguay) Trợ lý trọng tài: Jonny Bossio (Peru) Víctor Ráez (Peru) Trọng tài thứ tư: Alexis Herrera (Venezuela) Trợ lý trọng tài video: Anderson Daronco (Brasil) Bổ sung trợ lý trọng tài video: Diego Haro (Peru) Byron Romero (Ecuador) |

## Kỷ luật
Điểm giải phong cách sẽ được sử dụng làm các tiêu chí nếu kỷ lục tổng thể và đối đầu của các đội tuyển được gắn kết. Chúng được tính dựa trên thẻ vàng và thẻ đỏ nhận được trong tất cả các trận đấu bảng như sau:
- Thẻ vàng thứ nhất: trừ 1 điểm;
- Thẻ đỏ gián tiếp (thẻ vàng thứ hai): trừ 3 điểm;
- Thẻ đỏ trực tiếp: trừ 4 điểm;
- Thẻ vàng và thẻ đỏ trực tiếp: trừ 5 điểm;

Chỉ một trong những khoản khấu trừ trên sẽ được áp dụng cho 1 cầu thủ trong 1 trận đấu duy nhất.
| Đội tuyển | Trận 1   | Trận 1                                    | Trận 1 | Trận 1            | Trận 2   | Trận 2                                    | Trận 2 | Trận 2            | Trận 3   | Trận 3                                    | Trận 3 | Trận 3            | Điểm |
| Đội tuyển | Thẻ vàng | Thẻ vàng · Thẻ vàng-đỏ (thẻ đỏ gián tiếp) | Thẻ đỏ | Thẻ vàng · Thẻ đỏ | Thẻ vàng | Thẻ vàng · Thẻ vàng-đỏ (thẻ đỏ gián tiếp) | Thẻ đỏ | Thẻ vàng · Thẻ đỏ | Thẻ vàng | Thẻ vàng · Thẻ vàng-đỏ (thẻ đỏ gián tiếp) | Thẻ đỏ | Thẻ vàng · Thẻ đỏ | Điểm |
| --------- | -------- | ----------------------------------------- | ------ | ----------------- | -------- | ----------------------------------------- | ------ | ----------------- | -------- | ----------------------------------------- | ------ | ----------------- | ---- |
| Paraguay  | 2        |                                           |        |                   | 3        |                                           |        |                   | 1        |                                           |        |                   | −6   |
| Argentina | 3        |                                           |        |                   | 3        |                                           |        |                   | 2        |                                           |        |                   | −8   |
| Colombia  | 4        |                                           |        |                   | 1        |                                           |        |                   | 2        |                                           |        |                   | −7   |
| Qatar     | 4        |                                           |        |                   | 4        |                                           |        |                   | 3        |                                           |        |                   | −11  |